# أرجمون مسلح
أرجمون مسلح أو خشخاش شائك مسلح (الاسم العلمي: Argemone munita) هو نوع من النباتات يتبع جنس الأرجمون من الفصيلة الخشخاشية.